# Mistrzostwa Ameryki Południowej w Piłce Ręcznej Mężczyzn 2003
Mistrzostwa Ameryki Południowej w Piłce Ręcznej Mężczyzn 2003 – siódme mistrzostwa Ameryki Południowej w piłce ręcznej mężczyzn, oficjalny międzynarodowy turniej piłki ręcznej o randze mistrzostw kontynentu organizowany przez PATHF mający na celu wyłonienie najlepszej męskiej reprezentacji narodowej w Ameryce Południowej. Odbył się w dniach 17–21 listopada 2003 roku w Mar del Plata. Tytułu zdobytego w 2001 roku broniła reprezentacja Argentyny.
W turnieju zwyciężyła Brazylia przewagę nad Argentyną uzyskując dopiero trzecim kryterium – większą liczbą zdobytych bramek – bowiem przy remisie w bezpośrednim pojedynku obie te drużyny miały taki sam bilans bramek zdobytych i straconych.

## Faza grupowa
| 17 listopada 200316:30 | Argentyna | 28:14 | Urugwaj | Mar del Plata |
| 17 listopada 200316:30 |           | 28:14 |         | Mar del Plata |

| 17 listopada 200318:30 | Brazylia | 39:14(20:8) | Paragwaj | Mar del Plata |
| 17 listopada 200318:30 |          | 39:14(20:8) |          | Mar del Plata |

| 18 listopada 200315:00 | Brazylia | 30:13 | Urugwaj | Mar del Plata |
| 18 listopada 200315:00 |          | 30:13 |         | Mar del Plata |

| 18 listopada 200317:10 | Argentyna | 35:16 | Chile | Mar del Plata |
| 18 listopada 200317:10 |           | 35:16 |       | Mar del Plata |

| 19 listopada 200315:00 | Urugwaj | 23:21 | Chile | Mar del Plata |
| 19 listopada 200315:00 |         | 23:21 |       | Mar del Plata |

| 19 listopada 200317:00 | Argentyna | 43:12 | Paragwaj | Mar del Plata |
| 19 listopada 200317:00 |           | 43:12 |          | Mar del Plata |

| 20 listopada 200316:30 | Urugwaj | 32:12 | Paragwaj | Mar Del Plata |
| 20 listopada 200316:30 |         | 32:12 |          | Mar Del Plata |

| 20 listopada 200318:30 | Brazylia | 38:16(17:5) | Chile | Mar del Plata |
| 20 listopada 200318:30 |          | 38:16(17:5) |       | Mar del Plata |

| 21 listopada 200315:10 | Chile | 28:16 | Paragwaj | Mar del Plata |
| 21 listopada 200315:10 |       | 28:16 |          | Mar del Plata |

| 21 listopada 200317:10 | Argentyna | 28:28(12:15) | Brazylia | Mar del Plata |
| 21 listopada 200317:10 |           | 28:28(12:15) |          | Mar del Plata |